# Maison Étienne-Paschal-Taché
La maison Étienne-Paschal-Taché est une demeure bourgeoise située à Montmagny au Québec (Canada). Cette résidence néoclassique a été bâtie pour Étienne-Paschal Taché (1795–1865) médecin. Ce dernier aura une brillante carrière politique à la suite de l'union des Canada. Il sera deux fois premier ministre du Canada-Uni (1855-1857 et 1864-1865). Il est considéré comme l'un des Pères de la Confédération.

## Histoire
En mars 1821, Étienne-Paschal Taché, nouvellement arrivé comme médecin à Montmagny, commande au maître charpentier Marcel Fortin de lui construire une maison le plus rapidement qu'il lui est possible de faire. Le couple Taché spécifie que la maison doit être bâtie « à la mode canadienne » et « enfigurée à la classique ». En 1826, le couple passe une autre commande avec le charpentier Fortin pour menuiser l'intérieur de la maison.
En 1855, alors qu'il est chef de la majorité parlementaire du Canada-Est, Taché décide de faire agrandir sa demeure. Il allonge la maison vers l'est, ajoute une galerie couverte côté sud et une véranda agrémentée d'une tourelle côté nord. La seconde tourelle est vraisemblablement ajoutée à la suite de la vente de la maison par le fils de la famille Taché en 1883. La maison passa ensuite entre les mains de plusieurs propriétaires.
La maison a été classée Immeuble patrimonial le ministère des Affaires culturelles le 27 février 1962. Elle a été désignée lieu historique national le 23 février 1990 par la commission des lieux et des monuments historiques du Canada. En 1990 elle est achetée par la Ville de Montmagny. La maison est finalement ouverte au public en 1996.